# Bar Sawma
Bar Sawma (al-Zaydiya, ... – Baghdad, 11 gennaio 1136) è stato un vescovo cristiano orientale siro, vescovo di Tamanon e patriarca della Chiesa d'Oriente dal 1134 al 1136.

## Biografia
Nacque nel villaggio di al-Zaydiya, a metà strada tra Nisibi e Cizre. Attorno al 1111 il patriarca Elia II lo nominò vescovo di Tamanon, a nord di Zakho.
Asceta, dedito alle preghiere e alle devozioni cristiane, fu scelto dai vescovi e dai notabili nestoriani per succedere a Elia II come patriarca della Chiesa d'Oriente. Eletto prima di agosto 1134, si attese il suo arrivo a Baghdad prima si procedere alla sua consacrazione, avvenuta a Al-Mada'in il 4 agosto.
Il suo patriarcato durò solo un anno e mezzo, durante il quale la residenza patriarcale di Dayr al-Rum a Baghdad fu saccheggiata e distrutta. Bar Sawna trasferì la propria sede nella chiesa di Mar Sabrisho nel quartiere di Suq al-Talata a nord di Baghdad.
Morì l'11 gennaio 1136 e fu sepolto nella chiesa di Mar Sabrisho.